# El Espinillo
El Espinillo is een plaats in het Argentijnse bestuurlijke gebied Pilagás in de provincie Formosa. De plaats telt 3.534 inwoners.